# تاريخ العملة الصينية

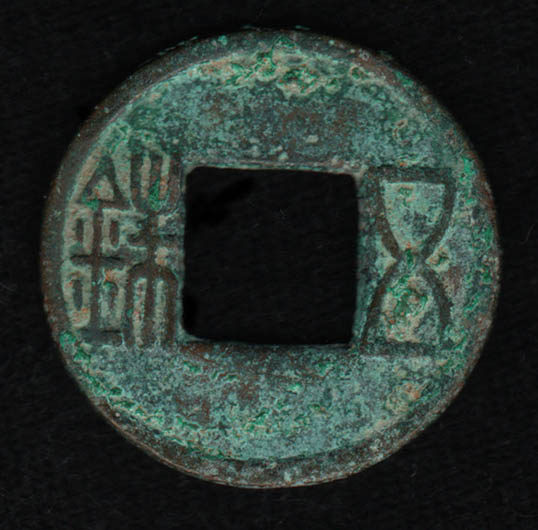
عملة نقدية من عهد أسرة هان

يعود تأريخ العملة الصينية إلى أكثر من 3000 عام من الصين القديمة إلى الصين الإمبراطورية، و الصين الحديثة. استخدم نوع ما من العُملات في الصين منذ العصر الحجري الحديث و الذي يعود تأريخه إلى ما بين 3000 و 4500 سنة مضت. يعود تأريخ النظام النقدي في الصين إلى عهد أسرة شانغ (حوالي 1766-1154 قبل الميلاد)، حيث كانت أصداف الكاوري بمثابة العُملة المبكرة. يُعتقد أن أصداف الكاوري كانت أقدم أشكال العُملة المستخدمة في وسط الصين، وقد استخدمت خلال العصر الحجري الحديث. بِحلول فترة الدول المتحاربة، ظهرت العُملات المعدنية المتنوعة مثل عُملات السكين و المجرفة. تظهر هذه العُملات المبكرة، بدءًا من تبادل السلع إلى أصداف الكاوري، العُملات النحاسية، الأموال الورقية، العملات الصينية الحديثة، العُملات الرقمية، كيف طورت القوة المركزية النظام النقدي الأكثر نفوذاً في العالم.
التأسيس المبكر
كانت أسرة شانغ (حوالي 1600- 1046 قبل الميلاد) بمثابة خطوة أولى مهمة في تطور العُملة من خلال تقديم أصداف الكاوري كطريقة للتبادل. كان المحار المُستَخرج من المحيط الهندي ذات قيمة عالية بسبب ندرتها، متانتها، وسهولة نقلها. من المرجح أن استخدامها كعُملة جاء من قيمتها الرمزية التي تُمثل الثروة و المكانة. تشير النتائج الأثرية، مثل تقليد أصداف الكاوري المصنوعة من العظام و الحجر، إلى تزايد المؤسسية في الممارسات النقدية خلال هذه الفترة. كان أحد الأسباب التي جعلتهم بدأوا في إنتاج تقليد أصداف الكاوري يرجع في المقام الأول إلى نقص أصداف الكاوري العضوية. يُشير بحث جديد حول أصل المحار في الصين القديمة أجراه ك. بينج أيضًا إلى الإشادات والتبادلات التي تتعلق بالمحار، مما يسلط الضوء على دوره في السياق الاقتصادي.
شهدت أسرة تشو (تشو الغربية حوالي 1046- 771 قبل الميلاد) و (تشو الشرقية حوالي 771- 256 قبل الميلاد) تنوع أشكال العُملات. بحلول أواخر عهد مملكة تشو الغربية و أوائل عهد مملكة تشو الشرقية، بدأت الأشياء البرونزية مثل المجارف والعُملات المعدنية على شكل سكين تتداول إلى جانب المحار. وعكست هذهِ العُملات التنوع الاقتصادي الإقليمي والتأثير المتزايد لتكنولوجيات تشغيل المعادن.
شهدت فترة الدول المتحاربة (حوالي 475- 221 قبل الميلاد) توسعًا في تنوع العُملات حيث أصدرت الدول المتنافسة عُملاتها المعدنية الخاصة لتأكيد الاستقلال الاقتصادي. تَعتبر النقوش البرونزية على عُملات تشو بمثابة دليل أساسي يُقدم تفاصيل حول الجهات المصدرة و الفئات المقصودة. تَظهر هذه النقوش العلاقة بين السلطة السياسية و الأنظمة الاقتصادية.
أسرة تشين (حوالي 221- 206 قبل الميلاد) وتحديدًا حوالي عام 210 قبل الميلاد، ألغى أول إمبراطور للصين تشين شي هوانغ (260-210 قبل الميلاد) جميع أشكال العُملة المحلية الأخرى وقدم عملة نحاسية موحدة "بان ليانغ " التي قضت على الاختلافات الإقليمية التي ميزت فترة الممالك المتحاربة وأظهرت التكامل الاقتصادي، وتبسيط الضرائب. تُوثق النصوص القانونية لتشين الموجودة في المقابر (على سبيل المثال، شرائح الخيزران من شويجينجزهو) تنفيذ عُملات بان ليانغ وتُسلط الضوء على دورها في مركزية السيطرة الاقتصادية. وعمل هذا التوحيد كنموذج للسلالات المستقبلية التي أثرت على السياسات النقدية في القرون اللاحقة.
بناءً على إصلاحات تشين النقدية، قدمت أسرة هان (حوالي 202 قبل الميلاد- 220 بعد الميلاد) في وقت لاحق عُملات "وو تشو"، التي ظلت مُتداولة لأكثر من 700 عام. ساهم تركيز حكومة هان على استقرار العُملات في تسهيل التجارة على طول طريق الحرير، مما أدى إلى دَمج الصين في شبكة أوسع من التجارة الأوراسية. تميزت هذه العُملات المعدنية بوزنها وحجمها الثابتين، مما عكس التزام الأسرة بالاستقرار الاقتصادي. شهدت فترة هان أيضًا دمج تجارة السلع واستخدام العُملات. غالبًا ما كانت السلع مثل الحرير، الملح، و الحديد تكمل العُملات المعدنية أو تحل محلها في المعاملات، وخاصة في المناطق التي كان تَداول العُملات المعدنية فيها محدودًا.
اخترعت النقود الورقية في الصين في القرن السابع، لكن الوحدة الأساسية للعُملة ظلت هي العُملة النحاسية. كانت العُملات النحاسية تُستخدم كفئة رئيسية للعُملة في الصين حتى ظهور اليوان.
مِن ابتكارات النقود الورقية في عهد أسرة سونغ إلى الإصلاحات المُضطربة في عهد أسرة تشينغ المتأخرة، تطور النظام النقدي في الصين مع التغيرات السياسية، والاقتصادية. في الوقت الحالي، الرنمينبي هو العُملة الرسمية لجمهورية الصين الشعبية. إنه العطاء القانوني في البر الرئيسي للصين، ولكن ليس في هونغ كونغ أو ماكاو. تُستخدم المناطق الإدارية الخاصة في هونج كونج و ماكاو الدولار الهونج كونجى و الباتاكا الماكاوية على التوالي. في جمهورية الصين (ROC)، أصبح الدولار التايواني الجديد هو العُملة القانونية الرسمية في تايوان منذ عام 2000.

## العملات القديمة

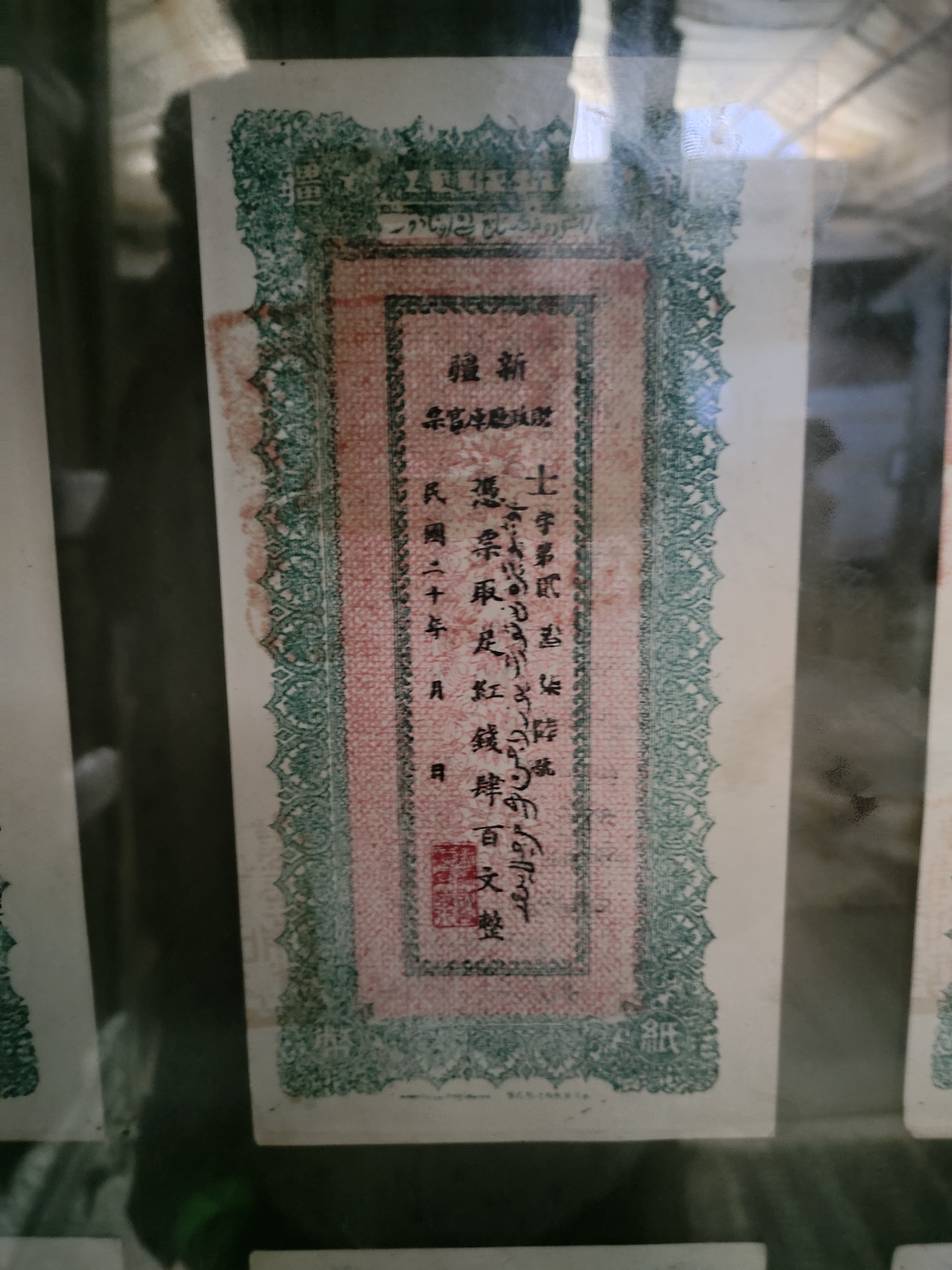
العملة الصينية القديمة المستخدمة في الفترة 1920-1923. تم استخدام هذه العملة أيضًا في ولاية هونزا.

اثبت استخدام النقود الصدفية في نظام الكتابة الصيني. الحروف التقليدية لكلمة "سلع" (貨) )، 'شراء/بيع' (買/賣)، و 'المُتاجر' (販)، بالإضافة إلى العديد من الكلمات الأخرى المتعلقة بـ "التبادل"، تحتوي جميعها على الجذر貝، وهو الرسم التخطيطي للصدفة (مبسط إلى贝). إن مدى تداول الأموال الصدفية غير معروف، وربما كانت تِجارة المُقايضة شائعة هناك. مع ذلك، كانت نسخ أصداف الكاوري المصنوعة من العظام، الخشب، الحجر، الرصاص، والنحاس شائعة بما يكفي للافتراض بأنها كانت تُستخدم في التجارة.

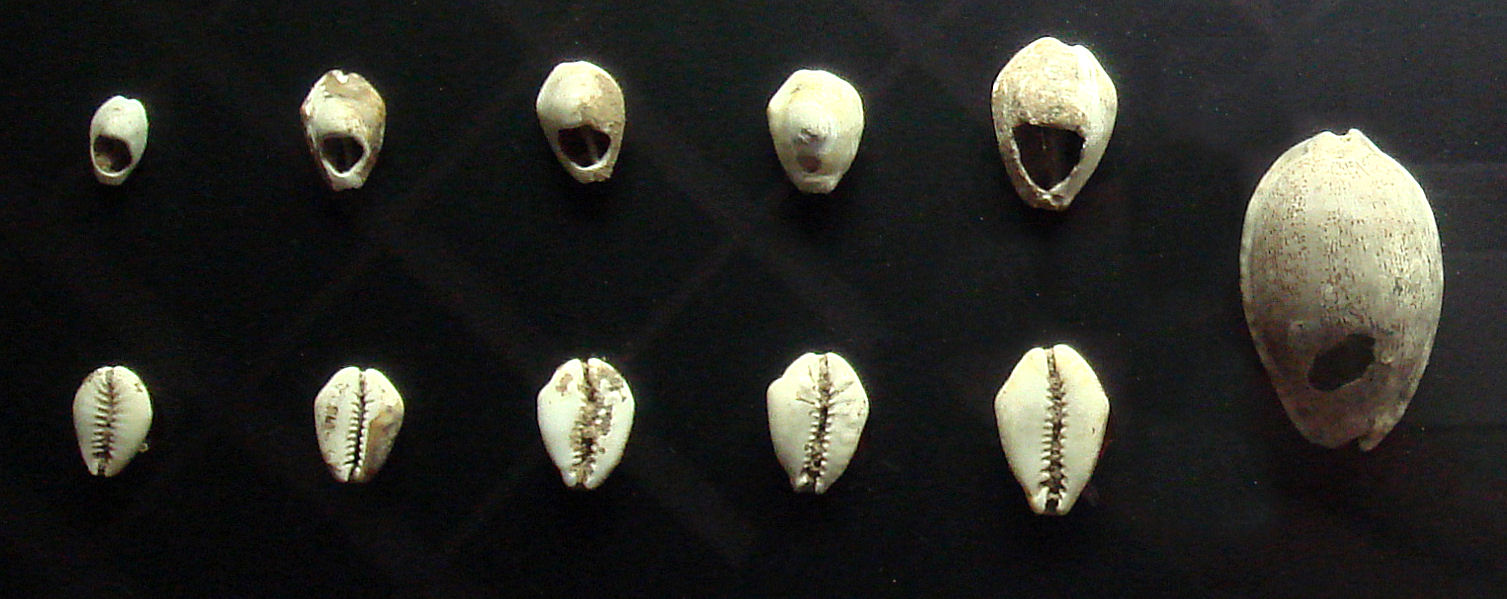
عملة صينية مصنوعة من الصدف ، من القرن السادس عشر إلى القرن الثامن قبل الميلاد.

كان المحار المُستخرَج من المحيط الهندي ذات قيمة عالية بسبب ندرتها، متانتها، وسهولة نقلها. من المرجح إن استِخدامها كعُملة جاء من قيمتها الرمزية والعملية التي تمثل الثروة والمكانة. تشير النتائج الأثرية، مثل تقليد أصداف الكاوري المصنوعة من العظام و الحجر، إلى تزايد المؤسسية في الممارسات النقدية خلال هذه الفترة. أحد الأسباب التي جعلتهم يدأوا في إنتاج تقليد أصداف الكاوري كان يرجع في المقام الأول إلى نقص أصداف الكاوري العضوية. يُشير البحث الجديد حول أصل المحار في الصين القديمة الذي أجراه ك. بينج أيضًا إلى الأشادات والتبادلات المتعلقة بالمحار، مما يسلط الضوء على دوره في السياقات الاقتصادية، والاحتفالية.
ربما يكون الصينيون هم أول من اخترعوا العُملات المعدنية، حيث يعود تأريخ العُملات المعدنية التي عثر عليها في أنيانغ إلى ما قبل عام 900 قبل الميلاد. في ذلك الوقت، كانت العُملة نفسها عبارة عن محاكاة ساخرة لأصداف المحار المستخدمة في وقت سابق، لذلك أطلق عليها اسم الصدفة البرونزية.
عُثر على قواقع برونزية في أنقاض يين، العاصمة القديمة لسلالة شانغ (1500-1046 قبل الميلاد). أصبح البرونز العُملة العالمية خلال عهد أسرة تشو اللاحقة. شهدت أسرة تشو تنوعًا في أشكال العُملة. بحلول أواخر عهد مملكة تشو الغربية وأوائل عهد مملكة تشو الشرقية، بدأت الأشياء البرونزية مثل المجارف، والعُملات المعدنية على شكل سكين تتداول إلى جانب المحار. خلال فترة الدول المتحاربة، مِن القرن الخامس قبل الميلاد إلى 221 قبل الميلاد، كانت الأموال الصينية على شكل أشياء برونزية كانت من ثلاثة أنواع رئيسية. تشو، وي (魏), الهان (韓) و تشين (秦) جميع العملات المستعملة على شكل مجرفة (بو). تشي (齊) استخدموا النقود على شكل سكين (داو). تشاو (趙) واليان (燕) استخدموا أموال السكين قبل التحول إلى أموال البستوني تقريبًا في منتصف فترة الممالك المتحاربة. تشو (楚) استخدمت النقود في شكل عُملات معدنية "أنف النملة" (ييبي).

### توحيد
كجزء من توحيد الصين، تولى تشين شي هوانغ (بالصينية: 秦始皇; البينيين: Qín Shǐ Huáng)، 260قبل الميلاد– 210قبل الميلاد) قدمت عملة نحاسية موحدة تحمل نقش "بان ليانغ" استنادًا إلى العُملات المعدنية التي استخدمها تشين سابقًا. الغى جميع أشكال العُملة المحلية الأخرى. وأدى هذا التوحيد إلى القضاء على الاختلافات الإقليمية التي ميزت فترة الدول المتحاربة، تعزيز التكامل الاقتصادي، وتبسيط الضرائب. تُوثق النصوص القانونية التي عثر عليها في المقابر تطبيق عُملات بان ليانغ و تسلط الضوء على دورها في مركزية السيطرة الاقتصادية. كانت العُملات المعدنية مستديرة مع وجود ثقب مربع في المنتصف، وهو التصميم الشائع لِمعظم العُملات النحاسية الصينية حتى القرن العشرين. بسبب القيمة المنخفضة للعُملة الفردية، اعتاد الصينيون تقليديا ربط ألف عُملة نحاسية اسمية على قطعة من الخيط. فُرضت الضرائب الحكومية على كل من العُملات المعدنية والمنتجات مثل لفائف الحرير. دُفعت الرواتب على شكل "حجارة" (石 (دان) من الحبوب خلال عهد أسرتي تشين وهان.

### هان
أصدرت أسرة هان عُملات وو تشو، التي ظلت متداولة لمدة تزيد عن 700 عام. ساهم تركيز حكومة هان على استقرار العُملات في تسهيل التجارة على طول طريق الحرير، مما أدى إلى دمج الصين في شبكة أوسع من التجارة الأوراسية. تَميزت هذه العُملات المعدنية بوزنها و حجمها الثابتين. شهدت فترة هان أيضًا دمج تجارة السلع واستِخدام العُملات. غالبًا ما كانت السلع مثل الحرير، الملح، والحديد تكمل العُملات المعدنية أو تحل محلها في المعاملات، وخاصة في المناطق التي كان تداول العُملات المعدنية فيها محدودًا.

### تانغ
بِحلول عهد أسرة تانغ، ترسيخ الكونفوشيوسية باعتبارها المدرسة السياسية الأساسية للفكر قد رسخ بالمثل مفهوم المجتمع الزراعي في الصين. كانت أسرة هان قد سَمحت بالنقاش حول احتكارات الحكومة لتجارة الحديد و الملح، التي أبدى العلماء استنكارهم لها بسبب الدلالات المشينة التي تحملها على الصناعة والتجارة. في عهد أسرة تانغ، شهدت الصين سن نظام الضرائب المزدوج، أو 两税法، الذي يَقيس الإيرادات مقابل النفقات بشكل مباشر. نتيجة لهذه السياسة، وضعت الأسرة الحاكمة ميزانية ثابتة مِن المفترض الالتزام بها في جميع أنحاء الأسرة الحاكمة.
اعتمدت أسرة تانغ نموذجًا أوليًا مبكرًا للعُملة الورقية بدءًا من الأوراق النقدية في سيتشوان التي كانت تسمى "الأموال الطائرة" (F eiqian/飞钱). وصُممت هذهِ المشاريع بهدف تسريع التجارة بين عاصمة تانغ والمراكز الحضرية و القواعد الصناعية الريفية، مثل استخراج النحاس والحديد في سيتشوان. من خلال إصدار عُملة فيتشيان، تمكنت أسرة تانغ من تخفيف العبء و المخاطر المرتبطة بنقل كميات كبيرة من العُملات، مثل الوزن المتراكم و احتمال التعرض للسرقة أثناء النقل. على الرغم من إنها كانت تُتداول بين التجار، إلا إن الجياوزي لم يكن من المقصود أن تكون عُملة، بل كانت أقرب إلى الحوالات المصرفية الحديثة. لا يمكن استردادها إلا في المكاتب الحكومية أو مراكز المجموعات التي ترعاها الحكومة. و ثبت إن هذه النقود مفيدة للغاية، حتى إن الدولة تولت إنتاج هذا الشكل من النقود الورقية مع أول طباعة مدعومة من الدولة في عام 1024. بحلول القرن الثاني عشر، أصبحت أشكال مختلفة من النقود الورقية هي الأشكال السائدة للعُملة في الصين وكانت تُعرف بمجموعة متنوعة من الأسماء مثل جياوزي، هويزي، وكوايزي، أو جوانزي.

### سونغ
خلال عهد أسرة سونغ المبكرة (بالصينية :宋في الفترة من 960 إلى 1279)، أعادت الصين توحيد نظام العُملة مرة أخرى، مما أدى إلى إزاحة العُملات المعدنية من عشر دول مستقلة أو نحو ذلك. ومن بين العُملات المعدنية التي سبقت عهد أسرة سونغ، كانت الولايات الشمالية تميل إلى تفضيل العُملات المعدنية النحاسية. كانت الولايات الجنوبية تميل إلى استخدام العُملات المعدنية المصنوعة من الرصاص أو الحديد، كانت سيتشوان تَستخدم عُملاتها المعدنية الثقيلة التي استمرت في التداول لفترة قصيرة خِلال عهد أسرة سونغ. بحلول عام 1000 ميلادي، اكتمل توحيد الصين (جنوب لياو) شَهدت الصين فترة من النمو الاقتصادي السريع. وانعكس هذا في نمو صناعة العُملات. في عام 1073ـ وهو العام الذي بلغ ذروته في سك العُملات المعدنية في عهد أسرة سونغ الشماليةـ أنتجت الحكومة ما يقدر بنحو ستة ملايين سلسلة تحتوي كل منها على ألف عُملة نحاسية. يُعتقد إن مملكة سونغ الشمالية قد سكّت أكثر من مائتي مليون سلسلة من العُملات المعدنية التي غالبًا ما صُدرت إلى آسيا الداخلية، اليابان، وجنوب شرق آسيا، حيث غالبًا ما شكلت الشكل السائد للعُملات المعدنية.
شَهدت أسرة سونغ أول إدخال حقيقي للعُملة الورقية كعُملة. أطلق على هذا النظام اسم جياوزي أو 交子، واعُتمد في البداية في سيتشوان لِتسهيل تجارة السلع الأساسية. ومع بدء التوسع خارج سيتشوان، شهدت أسرة سونغ زيادة في التضخم بسبب الإفراط في طباعة النقود الورقية التي لم يكن لديها ما يكفي من الدعم الاحتياطي من خلال المعادن الثمينة. و شهدت السلالات اللاحقة مثل يوان و مينغ حالات مماثلة من التضخم مما أدى إلى عودة أسرتي مينغ و تشينغ إلى الفضة باعتبارها الطريقة الأساسية للتجارة.

### يوان
سلالة يوان التي أسسها المغول (الصينية: 元 حاول الإمبراطور الروماني المقدس (1271-1368) أيضًا استخدام العُملة الورقية. على النقيض من أسرة تانغ، فقد أنشأوا نِظامًا وطنيًا موحدًا لم يكن مدعومًا بالفضة أو الذهب. العُملة التي أصدرها اليوان هي العُملة الورقية الأولى في العالم، و المعروفة باسم جياوتشاو. حاولت حكومة يوان حظر جميع المعاملات أو حيازة الفضة أو الذهب، التي كان لا بد من تسليمها للحكومة. أدى التضخم في عام 1260 إلى دفع الحكومة إلى استبدال العُملة الورقية الموجودة بأخرى جديدة في عام 1287، لكن التضخم الناتج عن الطباعة غير المنضبطة ظل يُمثل مشكلة بالنسبة لبلاط يوان حتى نهاية أسرة يوان.
فيما يلي رِواية ماركو بولو عن استخدام النقود الورقية التي أصدرتها أسرة يوان:
"باستخدام هذه القطع الورقية، المصنوعة كما وصفتها، فإنه [قوبلاي خان] يجعل جميع المدفوعات على حسابه الخاص؛ ويجعلها تمر على نطاق عالمي على جميع ممالكه، مقاطعاته، وأراضيه، أينما تمتد سلطته و سيادته. لا أحد، مهما كان يَعتقد أنه مهم، يجرؤ على رفضها تحت طائلة الموت. وبالفعل فإن الجميع يأخذونها بسهولة، لأنه أينما ذهب الشخص عبر أراضي الخان الأعظم فسوف يجد هذهِ القطع الورقية سارية المفعول، سوف يكون قادرًا على إجراء جميع عمليات البيع و الشراء للسلع بواسطتها تمامًا كما لو كانت عُملات معدنية من الذهب الخالص. وكل هذا في حين أنها خفيفة للغاية إلى درجة أن عشرة بيزانتات لا تزن بيزانتًا ذهبيًا واحدًا.
علاوة على ذلك، يُحظر على جميع التجار القادمين مِن الهند أو البلدان الأخرى، والذين يَحملون معهم الذهب أو الفضة أو الأحجار الكريمة و اللؤلؤ، البيع لأي شخص سِوى الإمبراطور. و اختار اثني عَشر خبيراً لهذه المُهمة، هُم رجال يتمتعون بِالذكاء والخبرة في مثل هذهِ الشؤون؛ يقوم هؤلاء بِتقييم المقالات، ثم يَدفع الإمبراطور ثمناً سخياً مقابلها في تلك القطع من الورق. و يقبل التجار سعره بسهولة، لأنهم أولاً لن يحصلوا على سعر جيد مِثله من أي شخص آخر، وثانياً تُدفع مستحقاتهم دون أي تأخير. وباستخدام هذه النقود الورقية يمكنهم شراء ما يريدون من أي مكان في أنحاء الإمبراطورية، كما أنها أخف وزناً بكثير لحملها في رحلاتهم. و هي حقيقة أن التجار يحضرون بضائع عدة مرات في العام بقيمة 400 ألف بيزانت، و يدفع السيد الأكبر ثمنها كلها في تلك الورقة. فهو يشتري كمية كبيرة من تلك الأشياء الثمينة كل عام حتى إن كنزه لا نهاية له، في حين أن الأموال التي يدفعها لا تُكلفه أي شيء على الإطلاق. علاوة على ذلك، يُعلن عدة مرات في السنة في المدينة إن أي شخص قد يكون لديه ذهب أو فضة أو أحجار كريمة أو لؤلؤ، بمجرد أخذها إلى دار السك سوف يحصل على سعر جيد لها. وأصحابها سعداء بفعل هذا، لأنهم لن يجدوا مشتريًا آخر يعرض مثل هذا السعر المرتفع. هكذا فإن الكمية التي يجلبونها رائعة، على الرغم من إن أولئك الذين لا يختارون القيام بذلك قد يتركونها بمفردها. مع ذلك، بهذهِ الطريقة، فإن كل الأشياء الثمينة في البلاد تقريبًا تقع في حوزة الخان".

### مينغ

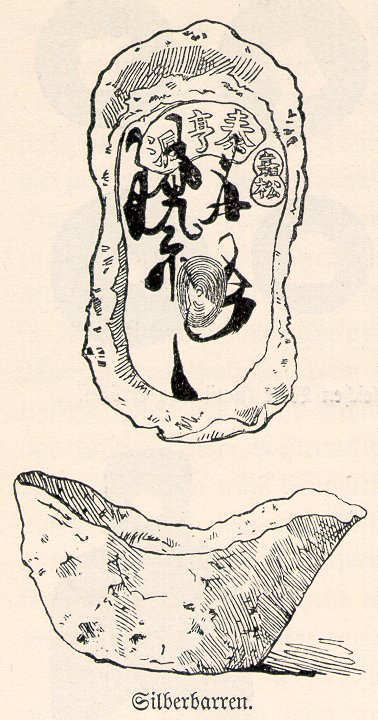
سبائك الفضة (اليوانباو)

سلالة مينغ المبكرة (بالصينية: 明; البينيين: Míng) (1368–1644) حاول أيضًا استخدام العُملة الورقية في فترة إعادة التوحيد المبكرة. كما شهدت هذه العُملة أيضًا تضخمًا سريعًا و عُلقت الإصدارات في عام 1450 على الرغم من إن الأوراق النقدية ظلت متداولة حتى عام 1573. ولم تبدأ الطباعة مرة أخرى إلا في السنوات الأخيرة من حكم أسرة مينغ، عندما هدد لي زيتشنغ بكين في عامي 1643 و 1645. في معظم فترة أسرة مينغ، كان لدى الصين نظام عُملة خاص بحت لِجميع المعاملات المهمة. بدأ استخدام الفضة، التي كانت تتدفق من الخارج، كعُملة في مقاطعة قوانغدونغ في أقصى الجنوب، انتشرت إلى منطقة نهر اليانغتسي السفلي بحلول عام 1423 عندما أصبحت العُملة القانونية لِدفع الضرائب. كان لزاماً تحويل الضرائب الإقليمية إلى العاصمة بالفضة بعد عام 1465، كان لزاماً على منتجي الملح أن يدفعوا بالفضة ابتداءً من عام 1475، ولزاماً على إعفاءات السخرة أن تدفع بالفضة ابتداءً من عام 1485. تلبية الطلب الصيني على الفضة مِن خلال روابط التجارة التقليدية عبر طريق الحرير البحري، إما من تشيوانتشو، أو تشانغتشو، أو قوانغتشو، أو ماكاو، مع مانيلا في الفلبين كجزء من جزر الهند الشرقية الإسبانية التي كانت تتاجر بالبيزو الفلبيني (الدولارات الفضية الإسبانية) مُقابل الخزف وغيرها من السلع التجارية، بعد أن تأسست الإمبراطورية الاستعمارية الإسبانية في مانيلا في عام 1571. سُكت و استُخرج الدولار الفضي الإسباني من الأمريكتين الإسبانية، وخاصة بوتوسي في بيرو والمكسيك. كانت تجارة الدولارات الفضية الإسبانية مع الخزف و السلع التجارية الأخرى تتدفق عبر تجارة السفن الشراعية مانيلا-أكابولكو من الفلبين إلى المكسيك والعكس داخل الإمبراطورية الاستعمارية الإسبانية. تُداولت كدولارات إسبانية مسكوكة، مختومة أحيانًا بأحرف صينية تُعرف باسم "علامات التقطيع"، و التي تُشير إلى إنه تحقق منها من قبل التاجر و تحديد إنها أصلية. كما تداولت الفضة الإسبانية أيضًا على شكل سبائك (تُعرف باسم سيسي أو يوانباو) التي تزن حوالي 36 غرامًا على الرغم من إن النقاء و الوزن كانا يختلفان من منطقة إلى أخرى. كان الأوروبيون يُشيرون في كثير من الأحيان إلى ليانج بالمصطلح الماليزي تايل. كانت أولى عُملات اليوان الصينية تحمل نفس مواصفات الدولار الإسباني، مما أدى إلى استمرار التكافؤ في بعض النواحي بين اسمي "يوان" و "دولار" في اللغة الصينية.

### تشينغ
لقد شكلت الفترة الممتدة من أواخر عهد أسرة تشينغ إلى تأسيس جمهورية الصين الشعبية مرحلة حاسِمة في تطور النظام النقدي في الصين. تَميزت هذه الحِقبة بالجهود الرامية إلى توحيد العُملات المجزأة، و استقرار الاقتصاد، و تحديث الحوكمة المالية، كل ذلك حدث على خلفية الحرب والاضطرابات السياسية.

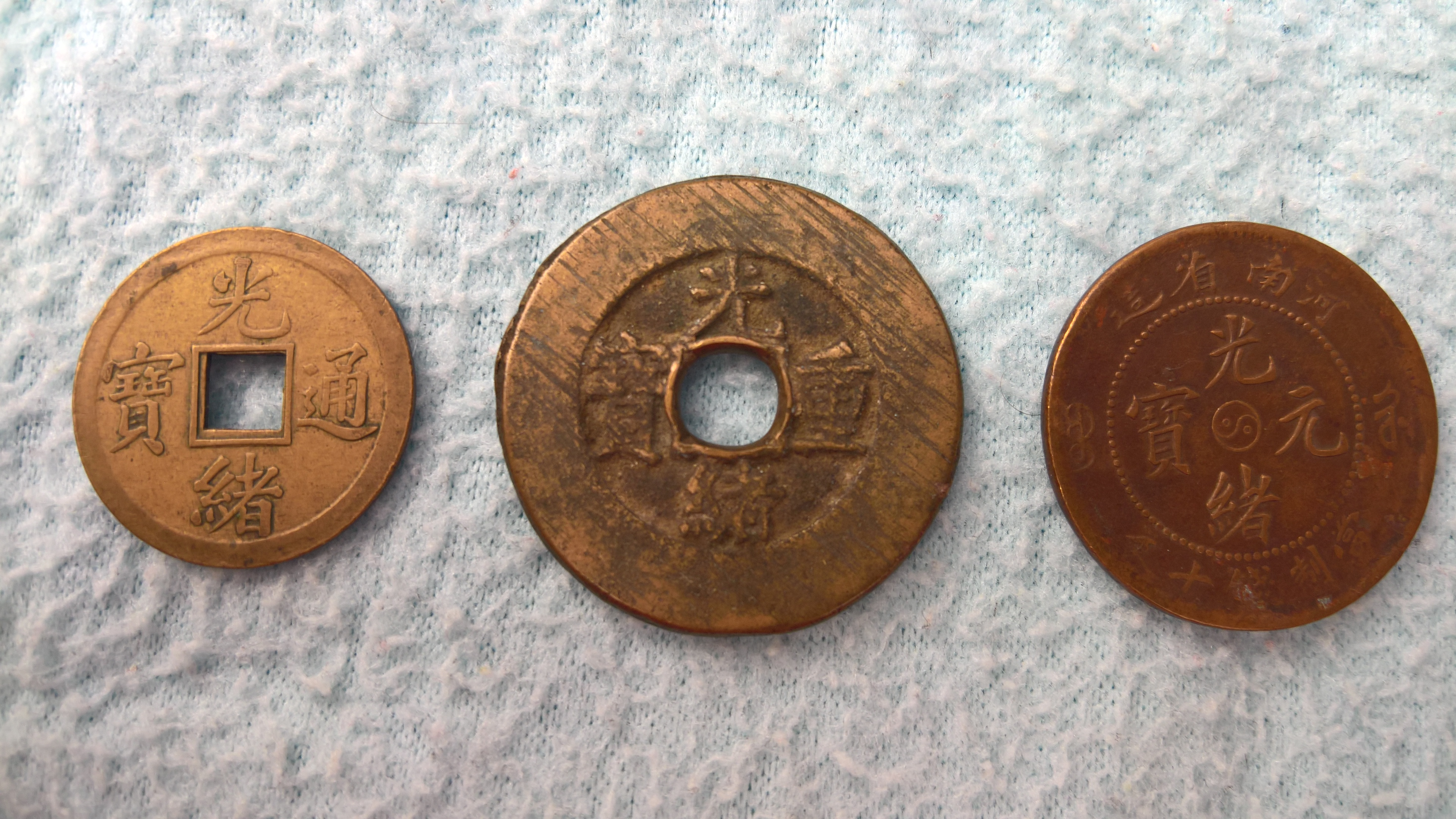
عملات Guāng Xù Tōng BƎo، وGuāng Xù Zhòng BƎo، وGuāng Xù Yuán BƎo.

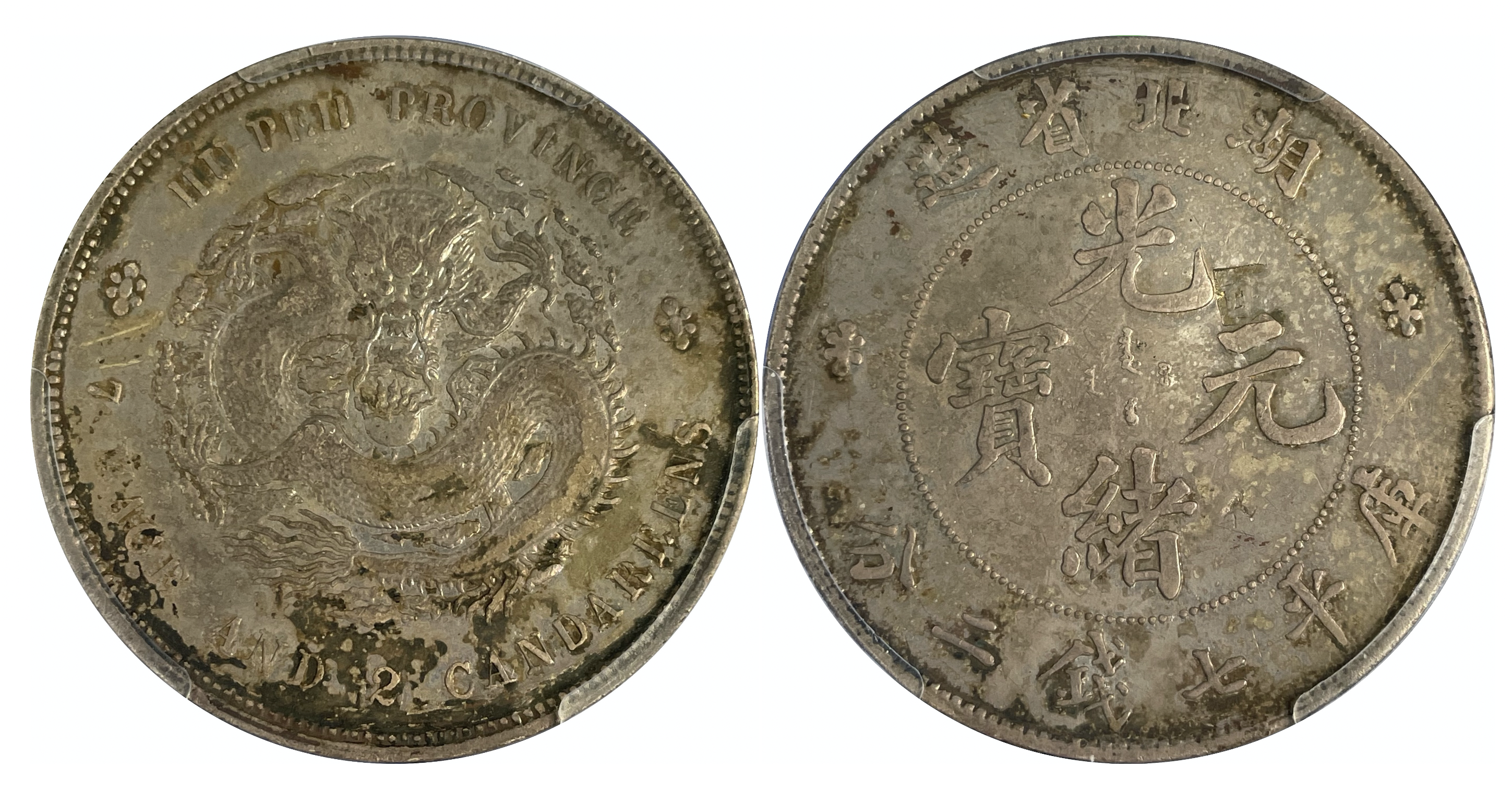
العملة الفضية : 1 يوان جوانجكسو ، مقاطعة هوبي - (1895–1907)

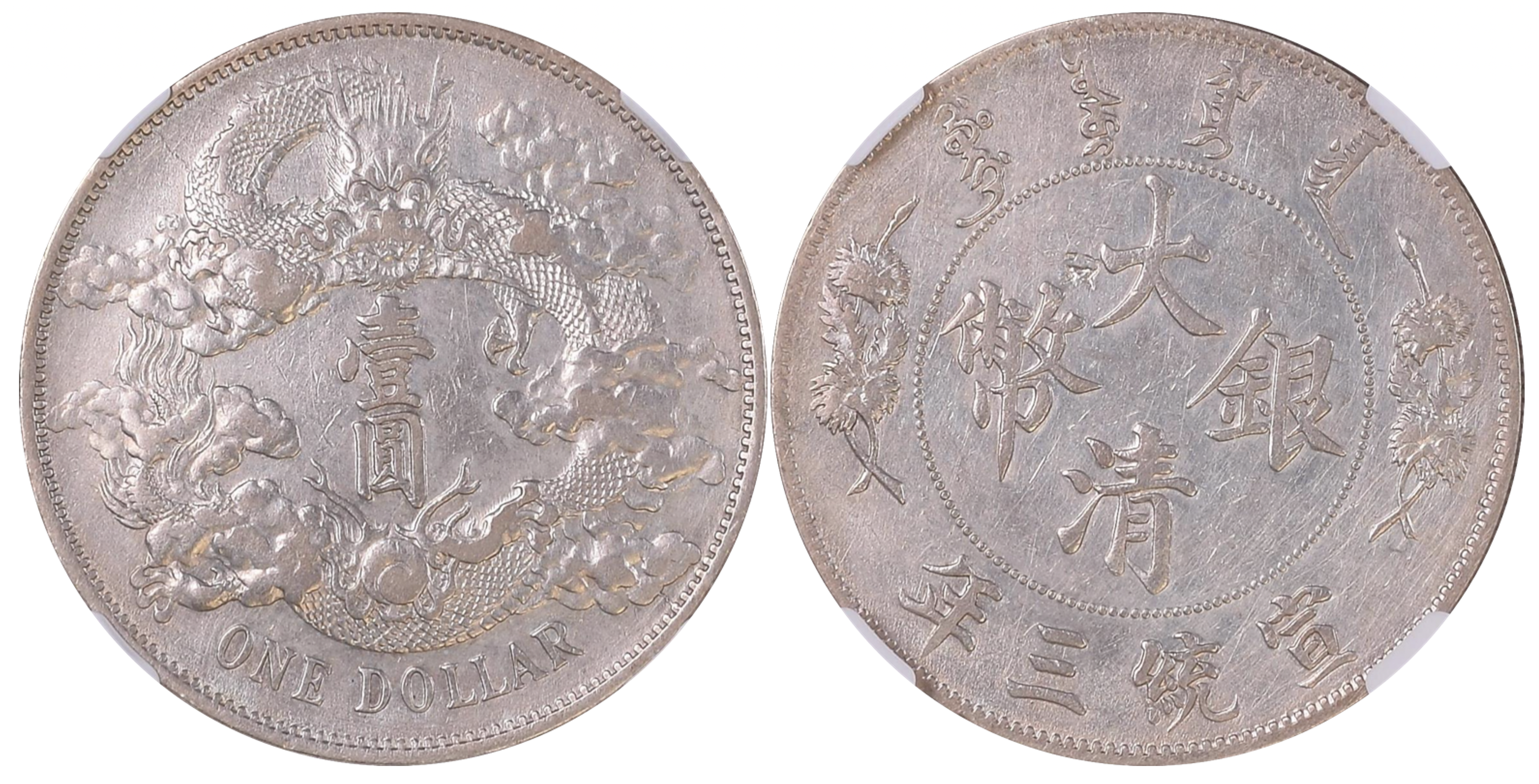
عملة فضية : 1 يوان/دولار Xuantong السنة الثالثة - 1911 Chopmark

حافظت الصين الإمبراطورية المتأخرة على نظام العُملة الفضي والنحاسي. كان النظام النحاسي يَعتمد على النقود النحاسية (وين). كان النظام الفضي يَتضمن عدة وحدات التي كانت في عهد أسرة تشينغ: 1 تايل= 10 صولجان= 100 كاندارين= 1000 لي (عُملة فضية). بحلول أواخر القرن التاسع عشر، واجهت أسرة تشينغ نظامًا نقديًا مجزأً حيث تداولت سبائك الفضة، و النقود النحاسية (تونغتشيان)، والعُملات الأجنبية في وقت واحد. وأدت هذه الاضطراب إلى إعاقة التجارة، جمع الضرائب، والجهود الرامية إلى دمج الاقتصاد في التجارة العالمية. ردًا على ذلك، سعت حكومة تشينغ إلى توحيد النظام النقدي وجعله متوافقًا مع المعايير الدولية.
في عام 1889، قُدم اليوان الصيني على قدم المساواة مع الدولار الإسباني أو البيزو المكسيكي أو البيزو الفلبيني وقُسم إلى 10 جياو (角، لم يُعطى اسمًا إنجليزيًا، قارن مع عشرة سنتات)، 100 فين (分، سنتات)، و 1000 ون (文، نقدي). كان اليوان يعادل 7 صولجانات و 2 كاندرين (أو 0.72 تايل)، لفترة من الزمن، كانت العُملات المعدنية تحمل هذا الاسم باللغة الإنجليزية.
جاءت خطوة مهمة في عام 1903 مع إدخال عُملات Kuangxu Yuanbao (光绪元宝). سُكت هذه العُملات المعدنية في مقاطعات مختلفة، كانت بمثابة محاولة مُبكرة لتوحيد المعايير. مع ذلك، فإن التناقضات في الوزن، التصميم، وسلطة الإصدار حدت من تأثيرها. واصلت الحكومة جهودها في عام 1910 مِن خلال اعتماد معيار الفضة و إصدار عُملة دا تشينغ الفضية (大清银币). هذه العُملة المعدنية، المتوفرة بفئات 1 يوان، و 5 جياو، و وحدات أصغر، تَتميز بشعار التنين الإمبراطوري كرمز للسلطة. سُكت وفقًا لمعايير التجارة الدولية، بهدف تسهيل التجارة المحلية والدولية. وقد سلطت المراسيم المحيطة بهذه الإصلاحات، مثل اللوائح النقدية لعام 1905، الضوء على تصميم حكومة تشينغ على تحديث الحوكمة المالية (اللوائح النقدية لسلالة تشينغ، 1905).
الإصدارات الأولى عبارة عن عُملات فضية انتجت في دار سك العملة في كوانغتونغ بفئات 5 فين، 1، 2، 5 جياو، و1 يوان. افتتح دور سك عمُلات إقليمية أخرى في تسعينيات القرن التاسع عشر لإنتاج عُملات معدنية مماثلة. كما صدرت عُملات نحاسية من فئات 1، 2، 5، 10، و 20 ون. بدأت الحكومة المركزية بإصدار عُملاتها المعدنية الخاصة بنظام العُملة اليوان في عام 1903. صدرت الأوراق النقدية بفئة اليوان منذ تسعينيات القرن التاسع عشر من قِبل العديد من البنوك المحلية والخاصة، إلى جانب "البنك الإمبراطوري الصيني" و "بنك هو بو" (لاحقًا "بنك حكومة تا تشينج")، الذي أنشأته الحكومة الإمبراطورية.
رغم هذهِ الإصلاحات الطموحة، فإن ضعف قبضة أسرة تشينغ على السلطة، و الذي تفاقم بسبب ثورة 1911، ترك النظام النقدي مجزأ. واصلت دور سك العُملة الإقليمية والبنوك الخاصة (تشيانتشوانغ) إصدار أشكال متنوعة من العُملات، مما أدى إلى إدامة عدم الاستقرار النقدي.

## جمهورية الصين
لم يكن سقوط أسرة تشينغ و تأسيس جمهورية الصين في عام 1912 سبباً كافياً لِحل الفوضى النقدية. و صدر أمراء الحرب، الحكومات الإقليمية، والقوى الأجنبية عُملاتهم الخاصة، مما أدى إلى تعقيد المشهد المالي بشكل أكبر. في خضم هذهِ الفوضى، سعت الجمهورية إلى تأكيد سيطرتها على النظام النقدي من خلال إصلاحات مركزية.
تأسس بَنك الصين (中国银行) في عام 1912، كان لهُ دور فعال في تحديث الأنظمة النقدية و المالية في الصين خلال عصر الجمهورية. في البداية كان البنك المركزي هو الذي يَقوم بدور البنك المركزي، رَكز بعد ذلك على إصدار الأوراق النقدية وإدارة النقد الأجنبي. وسَلط إصدار بنك الصين لأوراقه النقدية الخاصة، إلى جانب فابي، الضوء على الطبيعة المزدوجة للِنظام النقدي خِلال هذهِ الفترة. على الرغم مِن مساهماته في التحديث الاقتصادي، فإن نفوذ البنك تضاءل مع صعود السيطرة النقدية المركزية في ظل الحكومة الشيوعية بعد عام 1949.

### عملات فضية
تأسست جمهورية الصين بعد أن أطاحت ثورة شينهاي بسلالة تشينغ. كانت الحكومة المؤقتة لجمهورية الصين ومقرها نانجينغ بِحاجة ماسة إلى إصدار عُملة عسكرية لاستخدامها بدلاً من عُملة تشينغ السابقة. و أعلنت كل مقاطعة على التوالي استقلالها عن أسرة تشينغ و أصدرت عُملتها العسكرية الخاصة. في عام 1914، أصدر مرسوم العُملة الوطنية قرارًا باعتبار الدولار الفضي العُملة الوطنية لجمهورية الصين. على الرغم من إن التصاميم تغيرت مقارنة بعُملات العصر الإمبراطوري، إلا إن الأحجام والمعادن المستخدمة في العُملات ظلت دون تغيير إلى حد كبير حتى ثلاثينيات القرن العشرين. أغلقت أغلب دور سك العُملة الإقليمية أبوابها خلال عشرينيات و ثلاثينيات القرن العشرين، على الرغم من إن بعضها استمر في العمل حتى عام 1949. منذ عام 1936، أصدرت الحكومة المركزية عملات نحاسية 1⁄2 عُملات معدنية 1، و2 فين، وعُملات من النيكل (لاحقًا النيكل النحاسي) 5، 10، و 20 فين 1⁄1عُملة يوان. صدرت قطعتين من الألومنيوم 1، و 5 فين في عام 1940.
خلال معظم عقد نانجينغ، كانت عُملة الصين تعتمد على معيار الفضة.: (ص.207) كان مِن الضروري موازنة نفقات الحكومة القومية مِن خلال مبيعات السندات الحكومية و عائدات الضرائب وغيرها من الإيرادات.:(ص.207)  
شهدت عشرينيات و ثلاثينيات القرن العشرين ارتفاع سعر الفضة في السوق الدولية، مما أدى إلى زيادة القوة الشرائية للعُملة الصينية و أدى إلى تدفق هائل للفضة خارج الصين. أصبح مِن الواضح للِحكومة الصينية إنها لا تستطيع الاحتفاظ بمعيار الفضة دون زيادة حالات التخلف عن سداد الديون، لذلك اختارت التخلي عنه. وتفاقم الوضع بسبب تعدد البنوك التجارية، الإقليمية، والأجنبية التي تصدر عُملات بقيم مختلفة.
جاءت خطوة مهمة في عام 1903 مع إدخال عُملات Kuangxu Yuanbao (光绪元宝). سُكت هذه العُملات المعدنية في مقاطعات مختلفة، كانت بِمثابة محاولة مبكرة لتوحيد المعايير. مع ذلك، فإن التناقضات في الوزن، التصميم، وسلطة الإصدار حدت من تأثيرها. و واصلت الحكومة جهودها في عام 1910 مِن خلال اعتماد معيار الفضة وإصدار عُملة دا تشينغ الفضية (大清银币). هذه العُملة المعدنية، المتوفرة بفئات 1 يوان، و5 جياو، و وحدات أصغر، تتميز بشعار التنين الإمبراطوري كرمز للسلطة. سُكت وفقًا لمعايير التجارة الدولية، بهدف تسهيل التجارة المحلية والدولية. و سلطت المراسيم المحيطة بهذه الإصلاحات، مثل اللوائح النقدية لعام 1905، الضوء على تصميم حكومة تشينغ على تحديث الحوكمة المالية.

### فابي
في عام 1935، أصدرت الحكومة القومية عُملة جديدة، وهي الفابي (بالصينية: 法幣; البينيين: fǎbì; ويد–جيلز: fa-pi) 大学)، مِن خلال البنوك الأربعة الكبرى التي تُسيطر عليها الحكومة: بنك الصين، البنك المركزي الصيني، بنك الاتصالات، البنك الزراعي الصيني.: (ص.10)أشرف هـ.هـ.كونغ، وزير مالية الحكومة القومية، على إنشاء المصنع.: (ص.10) حلت هذه العملة الورقية محل معيار الفضة.: (ص.10) كان الهدف من هذا الإصلاح، الذي أداره بنك الاحتياطي المركزي، هو تقليل الاعتماد على الفضة، التي كانت عرضة للتلاعب الدولي، وخاصة من جانب الولايات المتحدة من خلال قانون شراء الفضة لعام 1934. أكدت الوثائق الحكومية الرسمية للإصلاح، مثل إعلان تنفيذ نظام فابي (1935)، على أهدافه المتمثلة في استقرار العُملة وتعزيز النمو الاقتصادي.
كان لإصلاح فابي تأثيرات كبيرة: فقد عُزل الصين عن التقلبات في أسعار الفضة العالمية وأدى إلى إرساء الأساس لِسياسة نقدية أكثر مركزية. أدى الإصلاح إلى الحد من إصدار العُملات الخاصة والإقليمية، مما أدى إلى تعزيز السيطرة المالية في ظل الحكومة القومية.
لم تكن هناك مؤسسة منفصلة للسيطرة على المعروض النقدي، وبالتالي كانت القيادة السياسية للحكومة القومية حرة في تحديد المعروض النقدي.: (ص.10) عندما يتعلق الأمر بالنفقات العسكرية، قرر تشيانج كاي شيك مقدار المال الذي يحتاجه وأمر هـ.هـ. كونغ بتزويده به.: (ص.207)
شَهدت بداية الحرب العالمية الثانية انخفاضًا حادًا في قيمة عُملة الفابي. ويرجع هذا إلى حد كبير إلى الإصدار غير المقيد للعُملة لتمويل المجهود الحربي.
سعت الحكومة القومية إلى ضمان بقاء فابي قابلاً للتحويل إلى عُملة أجنبية وأنفقت مبالغ كبيرة من النقد الأجنبي في محاولة للحفاظ على سعر الصرف قبل الحرب.: (ص.12) أصبح هذا النهج غير قابل للتطبيق، وفي 13 مارس 1938 فرضت الحكومة القومية ضوابط صارمة على الصرف الأجنبي.: (ص.12) مع ذلك، تمكنت البنوك الأجنبية العاملة في الصين من التهرب مِن معظم هذهِ الضوابط، واستمرت في نقل الأموال إلى خارج البلاد.:(ص.12)  
بحلول أكتوبر/تشرين الأول 1938، فقدت الحكومة القومية السيطرة على مركزها الاقتصادي لصالح الغزاة اليابانيين.:(ص.6)  ظلت النفقات العسكرية مرتفعة، لكن العائدات الضريبية انخفضت.: (ص.6)  وسعت طباعة الفابي إلى تغطية الاختلاف.:(ص.6)  
بعد إعلانها الحرب على الولايات المتحدة والمملكة المتحدة عام 1941، انتقلت اليابان إلى المناطق الخاضعة للسيطرة الأجنبية في شنغهاي التي لم تحتلها من قبل بعد نجاحها في معركة شنغهاي.: (ص.12) واستولت على معظم البنوك في هذه المناطق من شنغهاي وأعلنت إنه يجب استبدال فابي داخل شنغهاي وتيانجين المحتلة بأوراق نقدية من نظام وانغ جينغوي.: (ص.15) بالنسبة لِمعظم الصينيين في هذه المناطق المحتلة، كان التبادل يعني إن فابيو الخاص بهم فقد نصف قيمته، مما أدى إلى ضربة قوية لاقتصاد منطقة نهر يانجتسي السفلي.:(ص.15)  
توضح الفترة الممتدة مِن أواخر عهد أسرة تشينغ إلى السنوات الأولى للجمهورية الشعبية كِفاح الصين لتحديث نِظامها النقدي في مواجهة التحديات الداخلية والخارجية. تعكس الإصلاحات مثل إدخال عُملة دا تشينغ الفضية، نظام فابي، في نهاية المطاف الرنمينبي، أمة تسعى إلى الاستقرار والتحديث. وساهمت كل مرحلة من مراحل هذه الرحلة، التي تشكلت من خلال التحولات السياسية و الاضطرابات الاقتصادية، في تشكيل النظام النقدي الموحد الذي يدعم القوة المالية المعاصرة للصين.

### وحدات الذهب الجمركية
وحدات 關金圓 الجمركية (باللغة الصينية: guānjīnyuán) أصدرها البنك المركزي الصيني لتسهيل دفع الرسوم الجمركية على السلع المستوردة. على النقيض من العُملة الوطنية التي عانت من التضخم المفرط، ربط وحدات توليد النقد بالدولار الأميركي عند مستوى 1 وحدة توليد نقد = 0.40 دولار أميركي.
الغى الربط في عام 1935 وسمح البنك بإصدار وحدات توليد النقد للاستخدام العام. إن وحدات توليد النقد، التي كانت بالفعل مليئة بالعُملة الورقية بشكل مفرط، لم تُساهم إلا في تَفاقم التضخم الجامح.

### 1945–1948
بعد هزيمة اليابان في عام 1945، أصدر البنك المركزي الصيني عُملة منفصلة في الشمال الشرقي لِتحل محل العُملات التي أصدرتها البنوك العميلة. يُطلق عليه " 東北九省流通券" (بينيين: Dōngběi jiǔ shěng liútōngquàn)، كانت قيمتها أكثر بحوالي 10 مرات من فابي المتداولة في أماكن أخرى. استبدلت في عام 1948 باليوان الذهبي. كان اليوان في المقاطعات الشمالية الشرقية بِمثابة محاولة لِعزل مناطق معينة من الصين عن التضخم المفرط الذي ابتلي به عُملة الفابي.
عام 1948، قدمت الحكومة القومية اليوان الذهبي (金圆券) كمُحاولة أخيرة لِتحقيق الاستقرار الاقتصادي. بسبب ارتباطهِ باحتياطيات الذهب، أُعلن إن اليوان الذهبي هو العطاء القانوني الوحيد. لكنها فشلت بسبب عدم كِفاية الاحتياطيات، وسوء الإدارة، وعدم الاستقرار السياسي المستمر. بحلول الوقت الذي تراجعت فيه الحكومة القومية إلى تايوان، كان النظام النقدي في البر الرئيسي في حالة مِن الفوضى.

### اليوان الذهبي
ردًا على التضخم المفرط، أصدرت الحكومة القومية اليوان الذهبي في أغسطس 1948.: (ص.8)شهادة اليوان الذهبي حلت محل الفابي بمعدل 1 يوان ذهبي= 3 مليون يوان فابي = 0.25 دولار أمريكي. حُدد سعر اليوان الذهبي اسميًا عند222.17 مليغرام (1⁄140 ozt) من الذهب. على الرغم من الإشارة إلى اليوان "الذهبي"، إلا إن العُملة لم تكن مدعومة بالذهب.:  (ص.173)
فشل اليوان الذهبي بسرعة أكبر من سرعة فشل الفابي.: (ص.8)  لوائح اليوان الذهبي تتطلب من المواطنين تسليم ذهبهم وفضتهم.:(ص.187)  عندما تخلي عن هذه القواعد، عانى الأشخاص الذين امتثلوا لها من خسائر فادحة، بينما تجنب أولئك الذين انتهكوا القواعد اكتنزوا الذهب والفضة هذا الضرر.: (ص.187) مع استمرار التضخم المفرط بعد فشل اليوان الذهبي، تجنب الصينيون بشكل متزايد العُملة وتبادلوا السلع عن طريق المقايضة.: (ص.187)
عام 1948، قدمت الحكومة القومية اليوان الذهبي (金圆券) كمُحاولة أخيرة لِتحقيق الاستقرار الاقتصادي. بسبب ارتباطه باحتياطيات الذهب، أُعلن إن اليوان الذهبي هو العطاء القانوني الوحيد. لكنها فشلت بسبب عدم كفاية الاحتياطيات، سوء الإدارة، و عدم الاستقرار السياسي المستمر (فون جلاهن 1996، ص 310). بِحلول الوقت الذي تراجعت فيه الحكومة القومية إلى تايوان، كان النِظام النقدي في البر الرئيسي في حالة مِن الفوضى.
تأسس بنك الصين (中国银行) في عام 1912، كان له دَور فعال في تحديث الأنظمة النقدية و المالية في الصين خِلال عصر الجمهورية. في البداية كان البنك المركزي هو الذي يقوم بدور البنك المركزي، ركز بعد ذلك على إصدار الأوراق النقدية و إدارة النقد الأجنبي. و سلط إصدار بنك الصين لأوراقهِ النقدية الخاصة، إلى جانب فابي، الضوء على الطبيعة المزدوجة للنِظام النقدي خلال هذه الفترة.
 على الرغم مِن مُساهماته في التحديث الاقتصادي، فإن نفوذ البنك تضاءل مع صعود السيطرة النقدية المركزية في ظِل الحكومة الشيوعية بعد عام 1949.

### 1949–2001
أخيراً، في عام 1949، أعلن الكومينتانغ مَرة أُخرى عن الإصلاح مِن خلال تقديم شهادة اليوان الفضي، مما أعاد الصين إلى معيار الفضة . يتبادل اليوان الفضي بسعر 1 يوان فضي = 100 مليون يوان ذهبي، و مدعومة بالدولارات الفضية التي سُكت بواسطة دار السك المركزية في الصين.
لم تَستمر هذهِ العُملة طويلاً، إذ سرعان ما سيطر الحزب الشيوعي الصيني على مُقاطعات البر الرئيسي. استبدل بالعُملة التي أصدرها بنك الشعب الصيني والتي كانت أقل عرضة للتضخم.
بعد انسحاب الكومينتانغ إلى تايوان، ظل اليوان الفضي العُملة القانونية الرسمية لجمهورية الصين، على الرغم من إن الدولار التايواني الذي أصدره بنك تايوان فقط كان مُتداولًا في المناطق الخاضعة لسيطرة جمهورية الصين. بعد إصلاح العُملة في عام 1949 الذي أدى إلى إنشاء الدولار التايواني الجديد، حُدد سعر الصرف القانوني عند 1 يوان فضي = 3 دولار تايواني جديد.
في عام 2000، مُرر تعديل لجعل الدولار التايواني الجديد العُملة القانونية الرسمية لجمهورية الصين.

### الدولار التايواني
تأسس بنك تايوان في الأصل على يد اليابانيين في عام 1899 بينما كانت تايوان تحت الإدارة اليابانية. أصدر البنك ينًا تايوانيًا مرتبطًا بالين الياباني. بعد عودة تايوان إلى جمهورية الصين، سُمح لبنك تايوان الجديد بِمواصلة إصدار عُملته الخاصة. سُمي بـ"الدولار التايواني"، و حل محل الين التايواني من حيث القيمة. كانت هذه محاولة من جانب الكومينتانغ لمنع التضخم الجامح الذي يؤثر على البر الرئيسي من التأثير على تايوان.
لكن سوء الإدارة مِن جانب الحاكم العام تشين يي أدى إلى انخفاض قيمة الدولار التايواني أيضاً. استُبدل بالدولار التايواني الجديد في عام 1949 بِمعدل 40 ألفًا إلى 1.

## أموال الاحتلال الياباني
أصدرت الحكومة الإمبراطورية اليابانية العُملة مِن خلال عدة وسائل أثناء احتلالها للصين.

### منشوريا
في وقت غزو شمال شرق الصين عام 1931، كانت هناك عُملات مُتعددة متداولة. شملت هذهِ الإصدارات المحلية الإقليمية، وعُملات فابي الكومينتانغ و الين التي أصدرها بنك تشوسن وبنك تايوان.
بعد إنشاء دولة مانشوكو، أسس اليابانيون البنك المركزي لمانشو في الأول من يوليو/تموز عام 1932 في تشانغتشون (長春)، المعروفة آنذاك باسم شينجينج (新京). إلى جانب إن البنك كان يؤدي وظائف تجارية، فإنه كان يعمل أيضًا كبنك مركزي وجهة لإصدار العُملة. حُدد يوان مانشوكو في البداية عند 1 يوان مانشوكو= 23.91 غرام مِن الفضة، لكن رُبط الجنيه الاسترليني بالين الياباني بنسبة 1:1 في عام 1935 بعد إن تركت اليابان معيار الذهب. ظلت العُملة قائمة حتى نهاية الحرب العالمية الثانية. استبدل باليوان الخاص بِمقاطعة شمال شرق الصين الذي أصدره البنك المركزي الصيني.

### منغوليا الداخلية

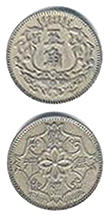
عملة بقيمة 5 جياو أصدرها بنك منججيانغ في عام 1938.

قبل الاحتلال الياباني، كان البنك السائد في المقاطعات الشمالية للصين (بما في ذلك سوييوان، تشاهار، وشانشي) هو بنك تشاهار التجاري. عندما غزا اليابانيون المنطقة، قام البنك بإخلاء المنطقة آخذًا معه كل رأس ماله وكل العُملات غير المصدرة. سارعت الحكومة العسكرية اليابانية إلى إنشاء بنك تشانان التجاري لِيحل محل وظائفها في إصدار الأوراق النقدية.
مع تشكيل دولة منغجيانغ العميلة، أنشأت السُلطات بنك منغجيانغ الذي دمج بنك تشانان التجاري مع ثلاثة بنوك إقليمية أخرى أصغر حجماً. أصدر بنك منججيانغ يوان منججيانغ مُنذ عام 1937 كان مرتبطًا بالين العسكري الياباني و الين الياباني بِالقيمة الاسمية.

### الحكومات المتعاونة
تمكن اليابانيون من إقامة نظامين متعاونين أثناء احتلالهم للصين. في الشمال، "حكومة الصين المؤقتة" (中華民國臨時政府) و مقرها في بكين، أنشأت بنك الاحتياطي الفيدرالي الصيني (中國聯合準備銀行، بينيين: Zhōngguó Liánhé ZhƔnbèi Yínháng). أصدر بنك الاحتياطي الفيدرالي أوراقاً نقدية في عام 1938 على قدم المساواة مع فابي الكومينتانغ. على الرغم من إنهما كانا متكافئين في البداية، حظر اليابانيون استخدام العُملة القومية في عام 1939 وحددوا أسعار صرف تعسفية لصالح اليوان الاحتياطي الفيدرالي. استبدل يوان بنك الاحتياطي الفيدرالي بفابي الكومينتانغ في عام 1945 عند 5 يوان بنك الاحتياطي الفيدرالي= 1 فابي.
أنشأت حكومة وانغ جينغوي في نانجينغ حكومة نانجينغ الإصلاحية المتعاونة (南京維新政府) في عام 1938. أعيد تَنظيم هذا لاحقًا في حكومة نانجينغ الوطنية (南京國民政府) في عام 1940. أسسوا بنك الاحتياطي المركزي الصيني (中央儲備銀行، بينيين: Zhōngyāng ChƔbèi Yínháng) التي بدأت بإصدار يوان CRB في عام 1941. على الرغم من إنه ضُبط في البداية على قدم المساواة مع الفابي القومي، فقد غُير بشكل تعسفي لِيعادل 0.18 ين عسكري ياباني. في عام 1945، استُبدل أيضًا بالفابي القومي بسعر 200 يوان CRB = 1 فابي.

### الين العسكري الياباني
توزع الين العسكري الياباني في العديد من المناطق في شرق آسيا تحت الاحتلال الياباني. في البداية، صدرت هذهِ الأموال كدُفعة للجنود. كان القصد هو صرف مبلغ غير محدد من الين العسكري الياباني ولا يمكن تحويله إلى الين الياباني وبالتالي لا يمكن أن يسبب التضخم في اليابان. ومع ذلك، فإن التأثيرات المُدمرة على الاقتصادات المحلية في شرق آسيا لم تكن مصدر قلق كبير.
أصبحت العُملة قانونية في الصين ابتداء من عام 1937. وقد استُبدل لاحقًا بإصدارات من البنوك العميلة. مع ذلك، ظلت العُملة سارية المفعول في هونغ كونغ بين عامي 1941 و 1945. حُدد سعر صرف الدولار الهونج كونجى في البداية عند 2 دولار هونغ كونغ = 1 مليون يوان صيني، كان الدولار الهونغ كونجى مفضلا إلى حد كبير من قِبل السكان المحليين الذين كانوا يحتفظون به بعيدا عن الأنظار. لمعالجة هذهِ المشكلة، قامت الحكومة اليابانية باعتبار حيازة دولارات هونغ كونغ أمراً غير قانوني في عام 1943، وفرضت تحويلها إلى الدولار الياباني بنسبة 4 إلى 1.

### بعد استسلام اليابان
في الفترة التي أعقبت استسلام اليابان مباشرةً في الحرب الصينية اليابانية الثانية، كانت المناطق المحتلة سابقًا لديها عُملات متنافسة.: (ص.95)  لم توحد اليابان أبدًا أنظمة العُملة في المناطق التي احتلتها، بالتالي فإن نظام وانغ جينغوي، نظام وانغ كيمين، ودولة مانشوكو العميلة، كان لديهم جميعًا أنظمة عُملة منفصلة.: (ص.94–95)  حاولت الحكومة القومية استبدال هذه العُملات بالفابي.: (ص.96) بالنسبة لعُملة نظام وانغ جينغوي، حَددت الحكومة القومية سعر صرف أدنى قدره 200 يوان من عُملة النظام مقابل فابي واحد، وطلبت استبدال عُملة النظام في غضون أربعة أشهر.: (ص.96) و أدى هذا التقليل من قيمة العُملة إلى تفاقم التضخم، حيث سارع الصينيون الذين كانوا يعيشون في ظل النظام السابق إلى تخزين السلع بدلاً من استبدالها بالفابي، وهو ما أدى بدوره إلى ارتفاع الأسعار.: (ص.96) في نهاية المطاف، أدى سعر الصرف غير الواقعي إلى إفقار أولئك الذين عاشوا تحت حكم وانغ جينغوي وجعل الانتعاش الاقتصادي للمنطقة أكثر صعوبة.:  (ص.96) حددت الحكومة القومية أسعار صرف أكثر واقعية لعُملات نظام وانغ كيمين ومانشوكو.:  (ص.97)

## جمهورية الصين الشعبية
كان تأسيس جمهورية الصين الشعبية في عام 1949 بِمثابة نقطة تحول في التأريخ النقدي للبلاد. قدمت الحكومة الشيوعية الرنمينبي (人民币) باعتباره العطاء القانوني الوحيد، مما أدى فعليًا إلى توحيد النظام النقدي المجزأ. أدى إصدار و تنظيم الرنمينبي مِن قِبل بنك الشعب الصيني الذي شُكل حديثاً (中国人民银行) إلى تَحقيق الاستقرار الذي كان في أمس الحاجة إليه للاقتصاد الذي مزقته الحرب.
أرسى النِظام النقدي المركزي وتأسس في ظِل الرنمينبي الأساس للانتعاش الاقتصادي والتنمية. كما إنها ترمز إلى قدرة الحكومة الشيوعية على تعزيز سُلطتها وتنفيذ سياسات مالية فعالة، مما مهد الطريق للحوكمة المالية الحديثة في الصين.
لم يشهد النظام النقدي في الصين أي تطورات كُبرى حتى أواخر سبعينيات القرن العشرين. استدعت هذهِ التحولات تَغييرات هائلة مِن اقتصاد مُخطط خاضع لِسيطرة مركزية الذي بدأ في عام 1978 حتى الآن عندما تحولت الصين إلى اقتصاد أكثر توجهاً نحو السوق. يدرك القادة في ذلك الوقت إن بعض أشكال التحرير و المُنافسة مِن شأنها أن ترفع الاقتصاد إلى مُستويات أعلى بكثير. لكن هذهِ العملية الإصلاحية المُتكاملة لم تكُن ناجحة، بل كان لها تأثير على العديد مِن العمليات على مدى فترة من الزمن. أحد هذهِ الآراء هو الرأي القائل بأنه ينبغي السماح للقطاع الخاص تدريجيا بلِعب دَور أكبر في التسعير، إقراض الموارد، و إدارة الأعمال. يعتقد آخرون إنهُ ينبغي السماح للشركات المملوكة للأجانب بالعمل جنباً إلى جنب مع الشركات الخاصة، و يُمكن جلب الاستثمار الأجنبي تدريجياً. أدت هذهِ السياسات مع مرور الوقت إلى تغيير العِلاقة بين الناس مِن حيث الأنشطة التجارية وطريقة تَخصيص الأموال في جميع أنحاء البلاد. كما وفرت الظروف اللازمة للصين للتفاعل مع المستثمرين الدوليين والمؤسسات المالية. في ظِل هذا الوضع قررت الحكومة الصينية إعادة تَمويل بورصة شنغهاي في عام 1990، في فبراير/شباط 1991 تأسست بورصة شنتشن. لعبت عمليات سوق الأوراق المالية هذه دوراً حاسماً في إعادة أسواق الأوراق المالية إلى البلاد بعد ما يقرب من قرن من الاضطراب، أشارت إلى نهاية العزلة التي كانت قائمة حتى ذلك الحين. بحلول بداية تسعينيات القرن العشرين، بدأت أسواق الأسهم الصينية في الانفتاح و السماح بتدفق رأس المال الأجنبي، فضلاً عن الأعمال التجارية الدولية، مما سهّل نمو الشركات المحلية والتطور المفيد لآلية تخصيص الموارد.

### الرنمينبي

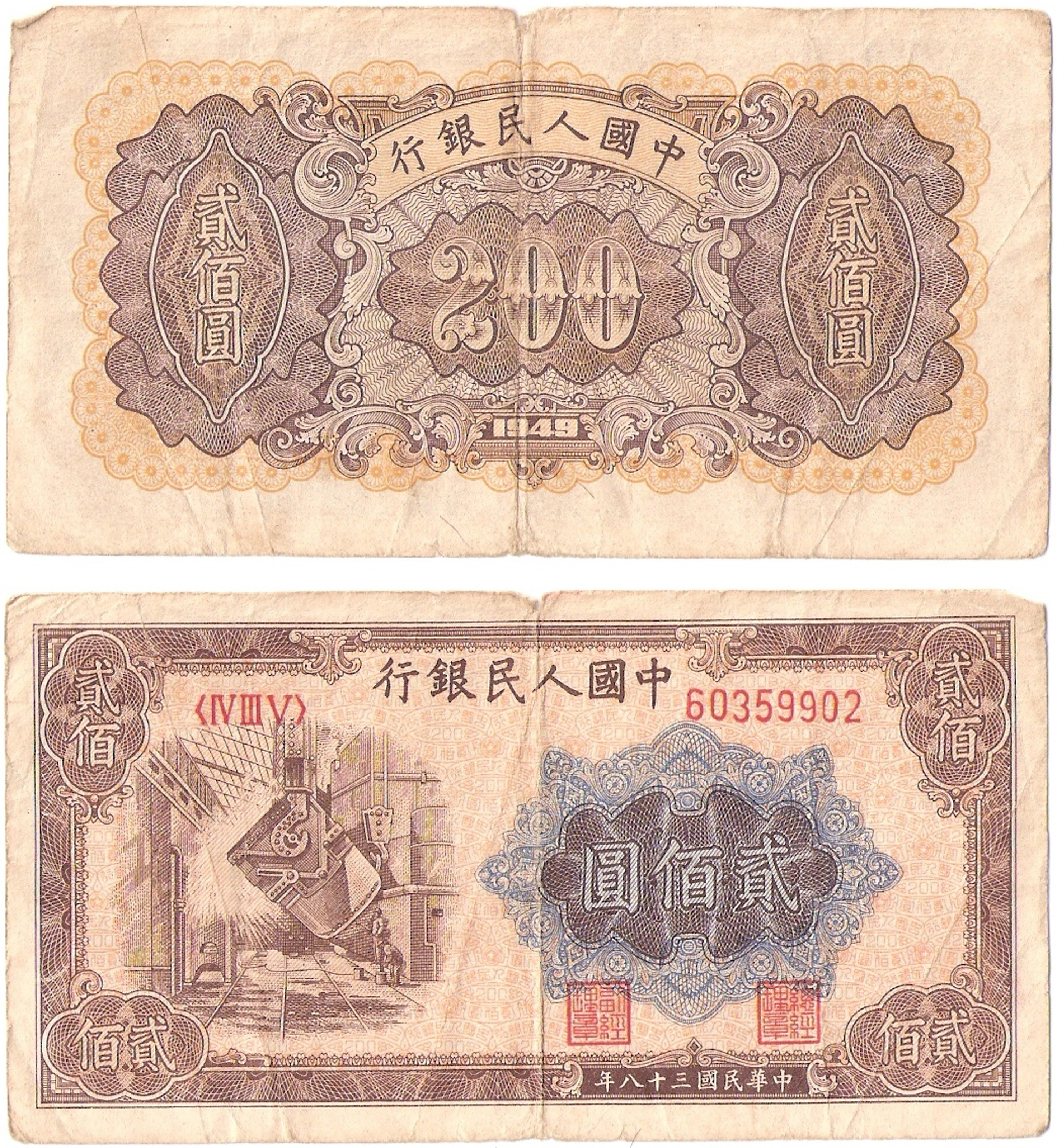
ورقة نقدية بقيمة 200 يوان صيني أصدرها بنك الشعب الصيني في عام 1949.

تمكن الحزب الشيوعي الصيني مِن السيطرة على مناطق واسعة من شمال شرق الصين خلال عامي 1948 و 1949. على الرغم من إنشاء العديد من البنوك الإقليمية، فقد وحيدت في ديسمبر 1948 تحت اسم بنك الشعب الصيني. تأسس البنك الجديد في مدينة شيجياتشوانغ، تولى إصدار العُملات في المناطق الخاضعة لسيطرة الحزب الشيوعي.
بعد إعلان جمهورية الصين الشعبية، كانت فترة وجيزة حيث كان من الممكن استبدال 100 ألف يوان ذهبي مقابل 1 يوان رنمينبي.
صدرت أوراق النقد الرنمينبي في 12 فِئة: 1، 5، 10، 20، 50، 100، 200، 500، 1000، 5000، 10000، و 50000 يوان. قُسمت هذه الفئات إلى 62 أسلوبًا. بعد تعديل قيمة العُملة بنسبة 1:10000 في مارس 1955، صدرت الطبعة الثانية من الرنمينبي في 12 فئة، بما في ذلك 1 فين، 2 فين، 5 فين، 1 جياو، 2 جياو، 5 جياو، 1 يوان، 2 يوان، 3 يوان، 5 يوان و 10 يوان.
بدأت جمهورية الصين الشعبية في إصدار العُملات المعدنية المصنوعة من الألومنيوم في ديسمبر 1957، بِفئات 1، 2، و 5 فين. ابتداءً من عام 1961، قامت الصين بتسليم طباعة الأوراق النقدية من فئة 3، 5، و10 يوان إلى الاتحاد السوفييتي.
انتج الإصدار الخامس و الأخير من عُملة جمهورية الصين الشعبية منذ الأول من أكتوبر 1999. نتجت الأوراق النقدية في 8 فئات: أنواع قديمة من 1 فين، 2 فين، و 5 فين، بالإضافة إلى إصدارات جديدة تصور ماو تسي تونج: 5 يوان، 10 يوان، 20 يوان، 50 يوان، و 100 يوان. في عام 2004، ظهرت لأول مرة ورقة نقدية بقيمة يوان واحد تصور ماو تسي تونج. منذ عام 1999، إنتجت العُملات المعدنية بفئات 1 فين، 2 فين، 5 فين، 1 جياو، 5 جياو، و 1 يوان.
مع تعمق أسواق الأسهم الصينية، أصبحت السلطات أكثر اهتماماً بالمكانة الدولية للرنمينبي (RMB). على الرغم مِن الارتفاع المُذهل في التنمية الاقتصادية، فضلاً عن العولمة المتزايدة لِحجم التجارة، فإن اليوان كان خاضعاً لِسيطرة صارمة بسبب القيود المفروضة على العُملة، لم يكن ضمن مجموعة العُملات القوية مثل الدولار الأميركي و اليورو. لكن صُناع السياسات أدركوا إنهم بحاجة إلى تغيير النظرة الخارجية للصين من أجل تعزيز مكانتها في النظام الاقتصادي العالمي، هو ما يعني زيادة استخدام الرنمينبي والاعتراف به خارج الصين. أدى هذا التحول في السياسة إلى دفع الحكومة و بنك الشعب الصيني إلى تبني نهج استراتيجي لعملية تدويل الرنمينبي. وعلى مر السنين، ساهمت سلسلة من اتفاقيات تبادل العُملات الثنائية، وآليات سعر الصرف الأكثر مرونة، وأسواق الرنمينبي المفتوحة في توسيع نطاق استخدام العُملة ببطء في المعاملات عبر الحدود. رغم إن هذهِ التدابير وحدها لم تُحقق شهرة فورية، كانت خطوات حاسمة في خطة طويلة الأجل تهدف إلى تعزيز جاذبية الرنمينبي.
في عام 2016، حدثت الخطوة المهمة إلى الأمام عندما أدرج صندوق النقد الدولي الرنمينبي في سلة عُملاته لحقوق السحب الخاصة إلى جانب الدولار الأمريكي، اليورو، الجنيه الإسترليني، و الين الياباني. بحلول عام 2022، ارتفع وزنها داخل هذه السلة إلى 10.92%، مما يشير إلى الأهمية المتزايدة للعُملة في النظام النقدي الدولي. مع ذلك، كان هذا الإدراج بمثابة تأييد كبير لعُملية سياسية لأنه لم يُغير الوضع الحقيقي لاستخدام العُملات، بل أدى إلى زيادة كبيرة في مكانة اليوان الصيني. ومع ذلك، مع تزايد القبول الدولي للعُملة، لم تتبدد جميع المخاوف. كان لدى العديد من المستثمرين الدوليين والبنوك المركزية أفكار خاصة فيما يتصل بتحويل العملات المختلفة، مستوى الإفصاح المتاح، والمناخ السياسي في الصين. ومع ذلك، فإن الإجراء التدريجي لتدويل الرنمينبي أظهر نية بكين توسيع نطاق التعامل مع الاقتصادات المتقدمة، ولكن بشروطها الخاصة.

### شهادات الصرف الأجنبي
تأسس بنك الصين في البر الرئيسي باعتباره البنك الرئيسي للتجارة الخارجية و التبادل. كان الزائرون الأجانب لجمهورية الصين الشعبية مُلزمين بإجراء معاملات باستخدام شهادات النقد الأجنبي التي أصدرها بنك الصين في الفترة ما بين عامي 1979 و 1994. لقد الغت هذه العُملة، وأصبحت جميع المعاملات الآن بالرنمينبي.

### التحول من الدفع النقدي إلى الدفع عبر الهاتف المحمول
مع تزايد أهمية الرنمينبي على المستوى العالمي، بدأت عملية أُخرى لِتغيير النِظام المالي الداخلي لِجمهورية الصين الشعبية. بدءًا مِن أواخر العقد الأول من القرن الحادي و العشرين، أتاح توسع الإنترنت و الاتجاه العام لتوفر الهواتف الذكية في أيدي المواطنين إمكانية تطوير منصات للمدفوعات الرقمية. وفرت شركات مثل Alipay و Wechat Pay فرصًا للمشترين الصينيين لتخطي الأنظمة المصرفية التقليدية و الانتقال مباشرة إلى المعاملات عبر الهاتف المحمول. في غضون بضع سنوات، بدأت النقود و بطاقات الائتمان تفقد أهميتها في عدد من المواقف في المدن، بحلول عام 2020، اُبلغ عن معاملات غير نقدية في أكثر من 90% من الحالات في المناطق الحضرية في الصين. إن هذا التطور الهائل لم يجعل ممارسة الأعمال أكثر بساطة فحسب، بل أدى أيضاً إلى زيادة إمكانية الوصول إلى فئات سكانية كانت أقل شهرة في الأنظمة المصرفية الرسمية. و أعطى انتصار أنظمة الدفع هذه الشرعية للاعتراف الحكومي بالتمويل الرقمي باعتباره حدوداً جديدة، مِن شأنها أن تؤدي ليس فقط إلى تحسين الإنتاجية المحلية، بل و حتى إلى بناء معايير عالمية في المدى الطويل.
بعد ذلك، غيرت الحكومة المركزية تركيزها مِن مستوى الابتكار في القطاع الخاص، إلى خطوة إلى الأمام: البدء في إصدار عُملة رقمية للبنك المركزي. ظَهرت هذهِ العُملة لأول مرة في برنامج تجريبي عام 2019. واعتُبرت هذهِ الخطوة بمثابة خطوة في الحفاظ على قدر مِن التشابه في السيادة على المشهد المُتغير بسرعة للمدفوعات الرقمية، و ضمان إن السياسات التي تُقر لِتعزيز النظام النقدي تُحقق أهدافاً أوسع، بما في ذلك الاستقرار المالي و الوصول الأوسع. مِن المُحتمل أن يكون لإنشاء الرنمينبي الإلكتروني عواقب وخيمة على العِلاقات النقدية الدولية. رغم إنه في البداية قد يتمكن e-CNY مِن التغلب على مثل هذه عدم الكفاءة في أنظمة الدفع والمدفوعات عبر الحدود. هذا أمر فريد من نوعه، حيث أن العُملة الرقمية هي قضية الدولة، وليس القطاع الخاص، الذي يعتمد عادة على شراكات متعددة قد تكون غير مستقرة. وفقًا لبنك الشعب الصيني، كان الدافع الرئيسي وراء e-CNY هو استبدال المعاملات المنزلية بنظام معاملات رقمي أكثر موثوقية و سيطرة يستهدف المستهلكين المحليين والدوليين.
إن الرنمينبي الرقمي سوف يتماشى مع الرغبة المتزايدة مِن جانب الصين لتدويل الرنمينبي. إذا كان الرنمينبي الإلكتروني سيتجاوز الحدود، سيكون هُناك اعتماد أقل على العُملات القليلة التي تُهيمن على الساحة النقدية الدولية. لكن هناك أيضاً عَلامات استفهام: كل شيء بدءاً مِن رد فِعل الحكومات الأخرى، مِن خِلال التنظيم، إلى ما إذا كانت الأنظمة المالية الدولية مُستعدة أو ما إذا كانت هناك أي ميزة نسبية في استخدام الرنمينبي الإلكتروني عند التداول بِشكل مفتوح سوف يدخل في تحديد توقيت الطفرة العالمية للرنمينبي الإلكتروني. في حين تظل التفاصيل محدودة، لا يزال المحللون يعتقدون إن الاندفاع الذي تسلكه البلدان الأخرى بشأن عُملة البنك المركزي الرقمية يوفر فرصة للصين فيما يتعلق ببعض المعايير في وضع أنظمة العُملة الرقمية العالمية.
مِن الممكن وصف التغيرات التي طرأت على النِظام النقدي الصيني مُنذ ما بعد الإصلاحات في عام 1978 على أفضل نحو بأنها سلسلة مِن التحولات المدارة بحذر و ليس أي انقطاعات حادة. في البداية جاء التخفيف التدريجي للتخطيط المركزي و التكامل البطيء في الاستثمار العالمي و الملكية مِن خلال أسواق الأوراق المالية. تعززت الأهمية المُتزايدة للرنمينبي في التمويل العالمي مِن خلال الخطوات المدروسة التي شهدت إضافتها مؤخراً إلى سلة حقوق السحب الخاصة لصندوق النقد الدولي. في الوقت نفسه، طوال هذهِ الفترة، أدت ثورة الدفع الرقمي المَحلية إلى جعل التجارة اليومية تجربة غير نقدية إلى حد كبير، هي الأولى مِن نوعِها في العالم. في الآونة الأخيرة، بَشر ظهور e-CNY بِطموحات الصين في تشكيل مُستقبل المال. هل سيكون هذا النهج فعالاً ومنتشراً على نِطاق واسع بنفس القدر؟ هذا ما يتعين علينا أن ننتظر لِنرى، هناك شيء واحد لا شك فيه: النِظام النقدي في الصين اليوم أصبح أكثر ارتباطاً بالعالم و أكثر تطوراً مِن حيث استخدام التكنولوجيا مقارنة بما كان عليه قبل بضعة عقود فقط. في حين إنه من غير الواضح بعد إلى أي مدى ستذهب هذهِ الابتكارات في تغيير المعايير النقدية الدولية، فإنها ستعمل على بناء القاعدة التي ستحدث عليها تطورات مستقبلية أخرى، مما قد يؤدي إلى إعادة تعريف كيفية انتقال الأموال عبر الحدود.
قبل عام 2010، عمليات الشراء الاستهلاكية بأي شيء بِِخلاف العُملة المادية نادرة، على الرغم من إنه في العقد الأول من القرن الحادي و العشرين بدأت بعض المتاجر الحضرية الكبيرة و الفنادق الدولية في قبول بطاقات الائتمان.:(ص.145)  لقد قفزت الصين إلى مرتبة متقدمة في مجال الدفع عبر بطاقات الائتمان لتصبح واحدة من الدول الرائدة في العالم في مجال الدفع عبر الهاتف المحمول.: (ص.130) كما أدى التبني المبكر و الواسع النطاق للمدفوعات عبر الهاتف المحمول إلى ازدهار التسوق عبر الإنترنت والخدمات المصرفية للأفراد.: (ص.130) 

### الاستشهادات
1. ↑  Peng، Ke (1995). "New Research on the Origin of Cowries in Ancient China" (PDF). People's University of China Press. مؤرشف من الأصل (PDF) في 2025-01-22 – عبر SINO-PLATONIC PAPERS.
2. ↑  "David Hartill-CAST CHINESE COINS-Trafford Publishing (2005) | PDF". Scribd (بالإنجليزية). Retrieved 2024-12-13.
3. ↑  Xueqin، Li؛ Wen، Xing (2001). "New Light on the Early-Han Code: A Reappraisal of the Zhangjiashan Bamboo-slip Legal Texts". Asia Major. ج. 14 ع. 1: 125–146. ISSN:0004-4482. JSTOR:41645571. مؤرشف من الأصل في 2024-12-13.
4. ↑  Helen، Wang (2004). "Money on the Silk Road" (PDF). The Evidence from Eastern Central Asia to C. AD 800. London: British Museum Press. مؤرشف من الأصل (PDF) في 2024-12-21 – عبر Pahar.
5. ↑  "河南省人民政府門戶網站 中國最早金屬鑄幣 商代晚期鑄造銅貝". big5.henan.gov.cn. مؤرشف من الأصل في 2012-03-17. اطلع عليه بتاريخ 2015-06-22.
6. ↑  YK Kwan. "History of China". Chinese Chinese. مؤرشف من الأصل في 2012-05-03. اطلع عليه بتاريخ 2012-05-21.
7. ↑  "Shell Money before Qin Dynasty". Travel China Guide. 8 أغسطس 2022. مؤرشف من الأصل في 2010-12-04.
8. ↑  "Shang Dynasty – V Economy". MSN Encarta. مؤرشف من الأصل في 2009-10-21.
9. ↑  miaozc (20 أغسطس 2015). "JiaoZi and Iron Standard – Examining world's first documented paper money system from China with lenses of Austrian economics". Rothbardian Gold Price. مؤرشف من الأصل في 2015-08-29. اطلع عليه بتاريخ 2015-08-25.
10. 1 2 3 4 5 6 7 8 9 10 11 12 13 14 15 16 17 18 19 20 21 22 23 24 25 26 27 28 29  Coble، Parks M. (2023). The Collapse of Nationalist China: How Chiang Kai-shek Lost China's Civil War. Cambridge New York, NY: مطبعة جامعة كامبريدج. ISBN:978-1-009-29761-5.
11. ↑  Yuan، Yu-Jing؛ Wan، Lei؛ Xue، Zhao-Jing؛ Xue، Fu-Shan (21 سبتمبر 2022). "Risk Factors of Acute Kidney Injury Following Orthotopic Liver Transplantation". The Turkish Journal of Gastroenterology. ج. 33 ع. 9: 808–810. DOI:10.5152/tjg.2022.21662. PMC:9524490. PMID:35946878.
12. 1 2  Feuerwerker، Albert (1996). The Chinese Economy, 1870–1949. Ann Arbor, MI: U OF M CENTER FOR CHINESE STUDIES. DOI:10.3998/mpub.20014. ISBN:978-0-89264-118-5.
13. ↑  Glahn، Richard von (31 ديسمبر 1996). Fountain of Fortune. University of California Press. DOI:10.1525/9780520917453. ISBN:978-0-520-91745-3.
14. ↑  Bergère، Marie-Claire (1 يناير 2008). "Wen-hsin Yeh, Shanghai Splendor: Economic Sentiments and the Making of Modern China, 1843-1949, Berkeley, University of California Press, 2007, 305 pp". China Perspectives. ج. 2008 ع. 1: 119–120. DOI:10.4000/chinaperspectives.3563. ISSN:2070-3449.
15. 1 2 3 4 5  "RMB Internationalization Report 2021". People's Republic of China. 28 ديسمبر 2021. اطلع عليه بتاريخ 2024-12-10.
16. ↑  Lim, Kean Fan (Jul 2023). "On the rationale and implications of China's RMB internationalization: A global historical perspective". Journal of Global History (بالإنجليزية). 18 (2): 304–325. DOI:10.1017/S1740022823000025. ISSN:1740-0228. Archived from the original on 2024-12-13.
17. 1 2 3  guillermo. "China Is Doubling Down on its Digital Currency - Foreign Policy Research Institute". www.fpri.org (بالإنجليزية الأمريكية). Retrieved 2024-12-13.
18. ↑  Lim, Kean Fan (Jul 2023). "On the rationale and implications of China's RMB internationalization: A global historical perspective". Journal of Global History (بالإنجليزية). 18 (2): 304–325. DOI:10.1017/S1740022823000025. ISSN:1740-0228. Archived from the original on 2024-12-13.
19. ↑  Brown، Kerry (2023). China Incorporated: The Politics of a World Where China is Number One. London: Bloomsbury Academic. ISBN:978-1-350-26724-4.
20. 1 2  Šebeňa، Martin (2023). "Technological Power". في Kironska، Kristina؛ Turscanyi، Richard Q. (المحررون). Contemporary China: a New Superpower?. روتليدج (دار نشر). ISBN:978-1-03-239508-1.